# Греко-римская борьба на летних Олимпийских играх 1964 — до 97 кг
Соревнования по греко-римской борьбе в рамках Олимпийских игр 1964 года в полутяжёлом весе (до 97 килограммов) прошли в Токио с 16 по 19 октября 1964 года в «Komazawa Gymnasium».
Турнир проводился по системе с начислением штрафных баллов. За чистую победу штрафные баллы не начислялись, за победу по очкам борец получал один штрафной балл, за ничью два штрафных балла, за поражение по очкам три штрафных балла, за чистое поражение — четыре штрафных балла. Борец, набравший шесть штрафных баллов, из турнира выбывал. Трое оставшихся борцов выходили в финал, где проводили встречи между собой. Встречи между финалистами, состоявшиеся в предварительных схватках, шли в зачёт. Схватка по регламенту турнира продолжалась 10 минут с перерывом в одну минуту после пяти минут борьбы. Была отменена обязательная борьба в партере; теперь в партер ставили менее активного борца.
В полутяжёлом весе боролись 18 участников. Самым молодым участником был 21-летний Пер Свенссон, самым возрастным 32-летний Адельмо Булгарелли. Явным фаворитом соревнований был Ростом Абашидзе, чемпион мира 1962—62 годов, но как выяснилось в ходе турнира, он не смог восстановиться после болезни, и выбыл в четвёртом круге. После четвёртого круга оставалось четверо борцов. Боян Радев, для которого турнир складывался как нельзя лучше, имел в пассиве всего лишь одно штрафное очко, Хайнц Киль имел три штрафных очка, а Пер Свенссон и Николае Мартинеску по пять. В первой встрече Свенссон одолел Киля, но по очкам, и из турнира выбыли оба. После этого результата Радев мог даже проигрывать Мартинеску по очкам, и всё равно был бы чемпионом олимпийских игр. Но Радев победил, что отправило Мартинеску за черту призёров. Серебро досталось Свенссону за счёт личной победы над Килем.   

## Призовые места
- Боян Радев (BUL)
- Иржи Корманик (TCH)
- Лотар Метц (EUA)

## Первый круг
| Штрафных баллов | Участник 1                | Результат        | Участник 2               | Штрафных баллов |
| --------------- | ------------------------- | ---------------- | ------------------------ | --------------- |
| 2               | Петар Кукич (YUG)         | Ничья            | Ростом Абашидзе (URS)    | 2               |
| 0               | Ференц Кишш (HUN)         | Туше (1:59)      | Марути Манэ (IND)¹       | 4               |
| 2               | Николае Мартинеску (ROU)  | Ничья            | Люсьян Сосновский (POL)  | 2               |
| 2               | Гиязетдин Йылмаз (TUR)    | Ничья            | Адельмо Булгарелли (ITA) | 2               |
| 1               | Аймо Мяенпяя (FIN)        | По очкам         | Акира Накаура (JPN)      | 3               |
| 0               | Ойген Висбергер мл. (AUT) | Туше (0:46)      | Кан Ду Ман (KOR)         | 4               |
| 0               | Боян Радев (BUL)          | Нарушение правил | Пэт Ловелл (USA)         | 4               |
| 0               | Хайнц Киль (EUA)          | Туше (2:59)      | Хосе Панизо (ESP)        | 4               |
| 1               | Пер Свенссон (SWE)        | По очкам         | Петер Ютцелер (SUI)      | 3               |

¹ Снялся с соревнований

## Второй круг
| Штрафных баллов | Участник 1               | Результат   | Участник 2                | Штрафных баллов |
| --------------- | ------------------------ | ----------- | ------------------------- | --------------- |
| 3               | Ростом Абашидзе (URS)    | По очкам    | Ференц Кишш (HUN)         | 3               |
| 4               | Петар Кукич (YUG)        | Ничья       | Люсьян Сосновский (POL)   | 4               |
| 3               | Николае Мартинеску (ROU) | По очкам    | Адельмо Булгарелли (ITA)  | 5               |
| 2               | Гиязетдин Йылмаз (TUR)   | Туше (2:55) | Акира Накаура (JPN)       | 7               |
| 2               | Аймо Мяенпяя (FIN)       | По очкам    | Ойген Висбергер мл. (AUT) | 3               |
| 0               | Боян Радев (BUL)         | Туше (0:57) | Кан Ду Ман (KOR)          | 8               |
| 0               | Хайнц Киль (EUA)         | Туше (1:36) | Пэт Ловелл (USA)          | 8               |
| 3               | Петер Ютцелер (SUI)      | Туше (3:26) | Хосе Панизо (ESP)         | 8               |
| 1               | Пер Свенссон (SWE)       | Пропускал   |                           |                 |

## Третий круг
| Штрафных баллов | Участник 1                | Результат            | Участник 2              | Штрафных баллов |
| --------------- | ------------------------- | -------------------- | ----------------------- | --------------- |
| 5               | Ростом Абашидзе (URS)     | Ничья                | Пер Свенссон (SWE)      | 3               |
| 4               | Ференц Кишш (HUN)         | По очкам             | Петар Кукич (YUG)       | 7               |
| 6               | Адельмо Булгарелли (ITA)  | По очкам             | Люсьян Сосновский (POL) | 7               |
| 4               | Николае Мартинеску (ROU)  | По очкам             | Гиязетдин Йылмаз (TUR)  | 5               |
| 0               | Боян Радев (BUL)          | Отказ от продолжения | Аймо Мяенпяя (FIN)      | 6               |
| 4               | Ойген Висбергер мл. (AUT) | По очкам             | Хайнц Киль (EUA)        | 3               |
| 3               | Петер Ютцелер (SUI)       | Пропускал            |                         |                 |

## Четвёртый круг
| Штрафных баллов | Участник 1               | Результат | Участник 2                | Штрафных баллов |
| --------------- | ------------------------ | --------- | ------------------------- | --------------- |
| 6               | Ростом Абашидзе (URS)    | По очкам  | Петер Ютцелер (SUI)       | 6               |
| 5               | Пер Свенссон (SWE)       | Ничья     | Ференц Кишш (HUN)         | 6               |
| 5               | Николае Мартинеску (ROU) | По очкам  | Ойген Висбергер мл. (AUT) | 7               |
| 1               | Боян Радев (BUL)         | По очкам  | Гиязетдин Йылмаз (TUR)    | 8               |
| 3               | Хайнц Киль (EUA)         | Пропускал |                           |                 |

## Пятый круг
| Штрафных баллов | Участник 1         | Результат | Участник 2               | Штрафных баллов |
| --------------- | ------------------ | --------- | ------------------------ | --------------- |
| 6               | Пер Свенссон (SWE) | По очкам  | Хайнц Киль (EUA)         | 6               |
| 2               | Боян Радев (BUL)   | По очкам  | Николае Мартинеску (ROU) | 8               |